# آرلانسن
آرلانسن (به اسپانیایی: Arlanzón (Burgos)) یک شهرستان در اسپانیا است.